# Abolicionizmus

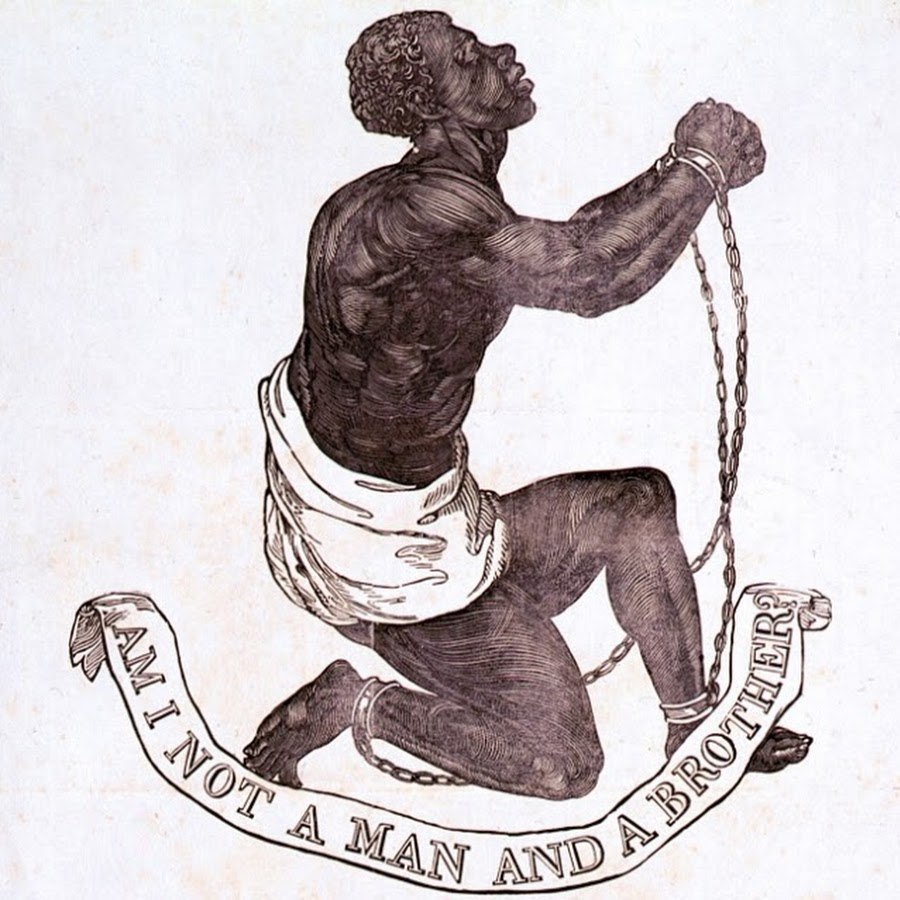
„Nem vagyok ember és testvér?” feliratú brit rabszolgaság-ellenes jelkép

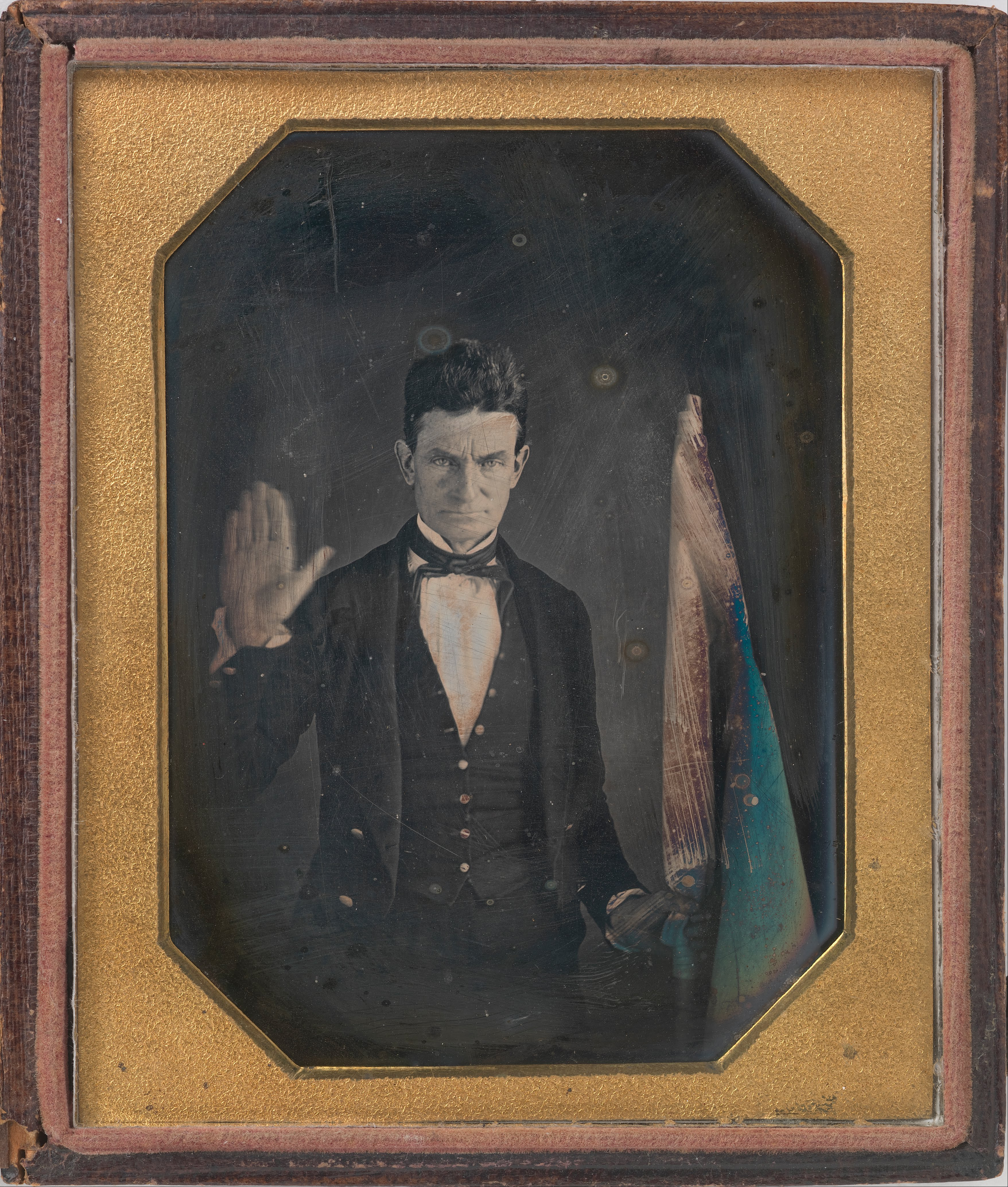
John Brown az 1859-ben Virginiában kitört fegyveres felkelés vezetője

Az abolicionizmus tágabb értelemben bármilyen törvény vagy intézmény (például halálbüntetés) eltörlését célul kitűző társadalmi mozgalmak jelölésére használatos. Szűkebb értelemben a rabszolgaság eltörléséért küzdő mozgalom volt.

## Az Amerikai Egyesült Államokban
A kifejezést elsősorban az Amerikai Egyesült Államokban a 19. században létrejött mozgalmakra használták.
Amerikában a 19.  század második felében a nagy élőmunka-igényű ültetvényes gazdálkodásra (dohány, gyapot) szakosodott déli államokban még olcsó rabszolgamunkával folyt a termelés. Északon ezzel szemben a mezőgazdaságban az egyéni kisbirtok, az iparban (amely jóval fejlettebb volt a délinél) a bérmunka volt jellemző.
A mozgalom hívei agitációs eszközökkel (pl. Harriet Beecher Stowe Tamás bátya kunyhója című regénye) és erőszakkal is küzdöttek a rabszolgaság eltörléséért. Utóbbiak legismertebb példája a John Brown-féle, 1859-ben Virginiában kitört fegyveres felkelés. Ez elszigetelt maradt, az Egyesült Államok hadserege rövid idő alatt leverte. John Brownt akasztófán végezték ki ugyanebben az évben.
Az északi és déli államok közötti feszültségek, amelyekben a rabszolgaság körüli ellentétek is jelentős szerepet játszottak, végül az 1861-ben kitört polgárháborúhoz vezettek.
1863-ban a feketék formális egyenjogúságot kaptak, de a faji megkülönböztetés még sokáig fennmaradt.

## Európában és a gyarmatokon
Európában 1820-ig a rabszolga-kereskedelmet mindenütt eltörölték. A rabszolgaságot a brit gyarmatokon 1838-ban, a francia gyarmatokon 1848-ban szüntették meg.